# ジストロフィン
ジストロフィン (dystrophin) は棒状の細胞質タンパク質で、コスタメアとして知られるタンパク質複合体の一部をなす。この複合体は細胞膜を越えて、筋繊維の細胞骨格とその周囲の細胞外マトリックスを接続している。コスタメアには他にα-ジストロブレビン・シンコイリン・シネミン・サルコグリカン・ジストログリカン・サルコスパンなど多くのタンパク質がある。
ジストロフィン遺伝子はX染色体に存在する。この遺伝子はヒトの遺伝子としてDNAレベルで最も長く、220万塩基（ヒトゲノムの0.07%）もの長さがある。一次転写産物は約240万塩基になり、転写には16時間かかる。成熟mRNAは約14,000塩基となる。79のエクソンにコードされ、3500以上のアミノ酸からなる。だが、ヒト最大のタンパクはチチンである。

## 病理
ジストロフィンの欠損は一部のミオパチーの原因となり、総称して筋ジストロフィーと呼ばれる。1986年に、ある遺伝子の変異がデュシェンヌ型筋ジストロフィー (DMD) を引き起こすことが明らかになり、1987年にLouis M. Kunkelによって、その産物であるこの細胞質タンパク質が同定された。
通常の骨格筋組織は少量の（全タンパク質の0.002%）ジストロフィンを含むのみだが、その欠損・変異は細胞内シグナル伝達系の異常をもたらし、不可逆的な筋繊維壊死・筋力低下・疲労などの症状を引き起こす。ほとんどの患者は車椅子を必要とし、心筋線維症による心臓肥大・呼吸不全の結果として20-30歳で死亡することになる。ジストロフィン遺伝子が突然変異しても部分的に機能を持つタンパクを生産できることがあり、そのような軽度の症例はベッカー型筋ジストロフィー (BMD) と呼ばれる。症状が中間的でDMDかBMDか判断しづらい場合もあるが、現在この判断にはフレームシフト突然変異の存在が用いられることが多い。
未だジストロフィンの役割はよく分かっていないが、気道平滑筋細胞においてジストロフィン-糖タンパク複合体 (DGC) がその収縮に不可欠であることを示した研究がある。

## 相互作用
β1-シントロフィン・α1-シントロフィン・α-ジストロブレビンとタンパク質間相互作用する。